# Tetracis cervinaria
Tetracis cervinaria là một loài bướm đêm thuộc họ Geometridae. Nó được tìm thấy ở British Columbia phía nam đến quận Kern, California và về phía đông đến miền tây Montana, tây nam Idaho, quận Carbon, Wyoming và quận Larimer, Colorado. Nó được tìm thấy ở độ cao lên đến 790 đến 2.375 mét.
Chiều dài cánh trước là19–23 mm. Con trưởng thành bay từ tháng 2 đến tháng 6.
Ấu trùng ăn Prunus emarginata và Prunus virginiana.